# Emérico I de Narbona
Emérico I ou Américo I de Narbona (em francês: Aymeri Ier; 1060 - 1105) foi visconde de Narbona entre 1077 e 1105, ano da sua morte.

## Relações familiares
Filho de Bernardo de Narbona (? - 1077), visconde de Narbona. Casou-se com Mafalda da Apúlia-Calábria (1060 - 1108) filha de Roberto de Altavila (Guiscardo - "astuto"; 1015 - 1085), duque da Apúlia e Calábria, e de Sigelgaita, princesa de Salerno, filha de Guaimário IV de Salerno, príncipe de Salerno, e de Gema de Mársico, de quem teve:
1. Emérico II de Narbona, visconde de Narbona (1080 - ?); casou-se com Ermengarda de Narbona.